# Sam Stone (Lied)
Sam Stone ist ein bekanntes amerikanisches Anti-Kriegs-Lied. Es beschäftigt sich mit dem Schicksal eines amerikanischen Vietnamkriegs-Veteranen, welcher den Orden Purple Heart verliehen bekommen hat. Dieser kann nicht mit seinen Kriegserlebnissen umgehen, wird heroinsüchtig und stirbt an einer Überdosis. Besonders bekannt ist die Zeile: "There's a hole in daddy's arm, where all the money goes".
Das Lied wurde 1971 von John Prine in den American Recording Studios, Memphis, Tennessee aufgenommen. Prine ist auch der Autor des Songs.
Andere Interpretationen des Liedes:
- Bob Gibson (1970): Bob Gibson
- Al Kooper (1972): Naked Songs
- Swamp Dogg (1972): Sam Stone
- Iain MacKintosh (1979): Straight To The Point
- Laura Cantrell (2004): Future Soundtrack for America
- Tim Grimm (2004): Names
- Johnny Cash (2005): Live from Austin